# 莱萨赫
莱萨赫是奥地利萨尔茨堡州隆高县的一个市镇。总面积72.23平方公里，总人口562人，人口密度7.8人/平方公里（2012年）。